# Bojowe
Bojowe (ukr. Бойове) – wieś na Ukrainie w obwodzie zaporoskim, siedziba władz rejonu czernihiwskiego.
Miejscowość założona w 1862.